# Karl Michael Vogler
Karl Michael Vogler, född 28 augusti 1928 i Remscheid, död 9 juni 2009 i Seehausen am Staffelsee, var en tysk skådespelare.
Han var uppväxt i Bregenz i Österrike. Han scendebuterade 1950 i Innsbruck. Under åren 1958 till 1964 tillhörde han ensemblen på Münchner Kammerspiele. Han filmdebuterade 1959 och medverkade frekvent i både tyska och internationella filmer. Han gjorde också många roller för tysk TV där han debuterade 1958 och var aktiv fram till 2006.

## Filmografi (i urval)
- 1959 – Han gick genom väggen
- 1969 – Sekundjakten
- 1970 – Gå på djupet
- 1970 – Patton – Pansargeneralen
- 1975 – Dubbelbössan
- 1976 – De sista äventyrarna

### Webbkällor
- Karl Michael Vogler på filmportal.de (på tyska)